# Stag Island, Nunavut
Stag Island är en ö i Kanada.   Den ligger i territoriet Nunavut, i den östra delen av landet, 700 km norr om huvudstaden Ottawa.